# XI secolo
L'XI secolo (undicesimo secolo), detto anche  il Mille, è il secolo che inizia nell'anno 1001 e termina nell'anno 1100 incluso.

## Avvenimenti
- Si situa convenzionalmente in questo secolo il passaggio dall'"Alto Medioevo" al "Basso medioevo" e la rinascita economico-culturale dell'Europa (rinascita dell'Anno Mille), sebbene la moderna storiografia abbia attenuato l'importanza di cesura dell'anno 1000, preferendo sottolineare la continuità con i significativi progressi già avviatisi nei secoli IX e X. Intorno a questo anno avvengono notevoli cambiamenti tecnologici: aratro pesante, collare a spalla, rotazione triennale e mulino ad acqua
- dicembre 1046: sotto il patrocinio di papa Gregorio VI e l'imperatore Enrico III si apre il concilio di Sutri con l'obiettivo di porre fine alle lotte intestine per ascendere al papato (si veda la vicenda scandalosa di Benedetto IX papa per ben tre volte) e dare avvio all'improcrastinabile riforma della Chiesa che poi sfocerà nella riforma gregoriana nella seconda metà del secolo.
- 1066: Battaglia di Hastings: Guglielmo il Conquistatore, duca di Normandia, sconfigge il re degli anglosassoni Aroldo II
- 15 luglio 1099: Conquista di Gerusalemme da parte dei Crociati [2], nel contesto dell'Assedio di Gerusalemme
- I Normanni o Vichinghi occupano l'Europa, arrivando in Francia, Italia e Inghilterra
- Si accresce il potere papale: inizia la lotta per le investiture
- La Reconquista spagnola e la figura del leggendario condottiero spagnolo El Cid (1043-1099)
- La Crociata popolare precede tutte le altre
- Con l'avvento delle crociate nascono i primi ordini monastico-cavallereschi: i Templari e i Cavalieri ospitalieri
- Fallimento della Renovatio Imperii e morte di Ottone III
- Progressivo e lentissimo declino del feudalesimo e della vita cortese: si afferma lentamente la politica dei Comuni
- Arabi in Spagna e Sicilia
- Con la morte di Basilio II inizia l'ultimo basso Impero, lenta decadenza di Bisanzio
- 1044-1077: regno di Anawrahta, padre della nazione birmana
- Fiorisce in Messico la civiltà dei Toltechi

### Istituzioni di nuovi Stati
- 20 agosto 1000: nascita dello Stato ungherese: in questa data, secondo la tradizione, viene elevato al rango di re Stefano I d'Ungheria, primo re, fondatore dello Stato ungherese
- 1008: viene istituito il Regno di Georgia, fondato da Bagrat III
- 9 marzo 1009: prima menzione scritta del nome Lituania negli Annali di Quedlinburg, del monaco tedesco Bruno di Querfurt
- 1081: data di fondazione del Ruanda e del Regno del Ruanda da parte di re Gihanga Ngomijana[3]
- 1099: viene istituito il Sovrano Militare Ordine di Malta, ordine religioso cavalleresco, fondato dal beato Gerardo Sasso, in seguito alla conquista di Gerusalemme

## Personaggi significativi
- Avicenna (980-1037), medico e filosofo arabo, autore del Canone di medicina
- Guglielmo il Conquistatore (1027 - 9 settembre 1087), duca di Normandia e re d'Inghilterra
- Wang Anshi - riformatore della dinastia Song
- Anselmo d'Aosta (1034-1109), filosofo italiano, noto soprattutto per la sua dimostrazione sull'esistenza di Dio
- Goffredo di Buglione
- Ottone III, imperatore
- Basilio II, ultimo Imperatore dell'Epopea bizantina
- Zoe Porfirogenita, Imperatrice
- Guglielmo IX d'Aquitania, re e poeta trovatore
- El Cid, condottiero spagnolo
- Papa Gregorio VII, pontefice che comincia la Riforma gregoriana
- Enrico IV, del Sacro Romano Impero

## Cultura

### Letteratura
- Si afferma la lirica provenzale e in Italia vengono redatti alcuni tra i primi documenti in volgare quali il placito capuano
- Viene redatta nella seconda metà dell'XI secolo la Chanson de Roland, celebre poema epico francese
- 1008: viene completata la stesura di uno dei capolavori della letteratura giapponese: il romanzo Genji monogatari (Il racconto di Genji), della scrittrice giapponese Murasaki Shikibu
- La letteratura persiana trova un importante esponente in ʿUmar Khayyām, che compose le Rubʿayyāt
- La poesia araba di Sicilia: Ibn Hamdis (c.1055-1133)

### Religione
- Viene avviata prima dall'imperatore e poi dai papi la cosiddetta "Riforma della Chiesa dell'XI secolo", che porterà il papato a conquistare una centralità e un potere mai avuti nel primo millennio

### Filosofia
- la filosofia scolastica nel XI secolo: l'Alta scolastica
- Dibattito tra dialettica e antidialettica cui importanti esponenti furono rispettivamente Berengario di Tours (998-1088) e Pier Damiani (1007-1072)
- La Filosofia ebraica medievale e il neoplatonismo: Avicebron, autore del Fons Vitae (c.1049)
- La filosofia scolastica, la prova ontologica e la dimostrazione sull'esistenza di Dio nel pensiero di Anselmo d'Aosta, autore del Monologion (1076) e del Proslogion (1078)
- La scuola di Chartres: sviluppo della teologia cristiana tramite il platonismo
- La filosofia islamica tra XI e XII secolo: Al-Ghazali (1058-1111)

### Diritto
- 1063: vengono promulgati a Trani gli Ordinamenta et consuetudo maris, il più antico codice marittimo del Mediterraneo nel Medioevo

### Università nel XI secolo
- 1088: Nasce l'Università di Bologna, l'università più antica d'Europa
- 1096: viene istituita l'Università di Oxford, la più antica università inglese

### Musica
- Guido d'Arezzo, autore del Micrologus (c.1026), dà i nomi alle note musicali tuttora in uso: è così l'ideatore della notazione musicale moderna

### Arte
- Nasce l'arte romanica e in Sicilia si afferma l'arte arabo-normanna

#### Architettura
- 1089: inizia la costruzione della Basilica di San Nicola di Bari, importante esempio del romanico pugliese

#### Nascita di nuove città
- 28 aprile 1001: In un documento redatto dall'imperatore Ottone III compare per la prima volta il nome di Gorizia (Goriza)
- 1015: Viene menzionata per la prima volta nella Cronaca dello storico tedesco Tietmaro di Merseburgo (975-1018) la città di Lipsia (Germania)
- 1021: primo documento dove si trova il nome del Comune di Modugno, in Puglia
- 3 marzo 1067: viene fondata Minsk, capitale della Bielorussia

## Scienza

### Medicina
- 1025: viene completato e pubblicato Il canone della medicina, importante fonte medica per secoli,  del medico e filosofo persiano Avicenna

### Fisica
- Si afferma la figura di Alhazen (c.965-1039), iniziatore dell'ottica moderna, autore del Libro dell'Ottica.

### Matematica
Gli importanti contributi alla matematica da parte di Al-Biruni (973-1048)

## Economia
- Entra in uso in Cina la cartamoneta

## Invenzioni, scoperte, innovazioni
- Agricoltura: venne inventato l'aratro pesante, rivisitazione dell'aratro leggero, è anche detto carruga. È composto da vomere, coltro e versoio; per attaccare tutte queste componenti al bue o al cavallo senza che morisse venne inventato il gioco frontale per il primo e il gioco di spalla per il secondo
- Rotazione triennale: adottata in Francia e in Inghilterra già dal IX secolo, fece il suo ingresso in Europa sul finire dell'XI secolo; essa permetteva di coltivare 2/3 del manso, lasciandone 1/3 a maggese.